# Nagaland
Nagaland (hindi नागालैंड, trb.: Nagalaind, trl.: Nāgālaiṁḍ; ang. Nagaland) – jeden ze stanów Indii, położony w ich północno-wschodniej części. Stolicą stanu jest Kohima, a największym miastem Dimapur. Stan został utworzony 1 grudnia 1963 roku. Nazwę wywodzi od Nagów - grupy plemion zamieszkujących północno-wschodnie Indie. W spisie powszechnym z 2011 wyróżniono 35 plemion z grupy Naga, z tego 17 w Nagalandzie, ale badacze wyróżniają 66-67 plemion, w tym dziesięć o nieoficjalnym statusie oraz sześć zbiorowych społeczności, jak Tangshang. Łącznie - jak się szacuje - plemiona Naga posługują się 25 językami i 60 dialektami, z rodziny języków chińsko-tybetańskich w grupie tybetańsko-birmańskiej. Dla mieszkańców stanu język hindi, który jest ogólnopaństwowym językiem w Indiach, nie jest więc językiem macierzystym. Najliczniejsze plemię to Konyak, a kolejne to: Ao, Angami, Sümi i Tangkhul.
Przed uzyskaniem niepodległości przez Indie, ziemie stanu wchodziły w skład prowincji Asam oraz utworzonego przez Brytyjczyków regionu North-East Frontier Tracts (North-East Frontier Agency). W 1957 wydzielono rejon Naga Hills Tuensang, składający się z trzech dystryktów: Kohima, Mokokchung i Tuensang. W 1961 władze centralne w Delhi nadały mu nazwę "Nagaland", rok później parlament uchwalił "Nagaland Act". Zarząd tymczasowy zakończył działalność 30 listopada 1963, nowy stan został oficjalnie zainaugurowany 1 grudnia 1963, a Kohima uznana za stolicę stanu. Zgromadzenie stanowe ukonstytuowało się 11 lutego 1964 po pierwszych demokratycznych wyborach ze stycznia 1964. Tym sposobem Nagaland otrzymał autonomię i status pełnoprawnego stanu.

## Podział administracyjny
Stan Nagaland dzieli się na następujące dystrykty (okręgi):
1. Dimapur
2. Kiphire
3. Kohima
4. Longleng
5. Mokokochung
6. Mon
7. Noklak
8. Peren
9. Phek
10. Tuensang
11. Wokha
12. Zunheboto

Podział na dystrykty odbywał się stopniowo. W 1971 wydzielono dystrykty Wokha, Zunheboto, Mon i Phek. Dystrykty Kiphire, Longleng and Peren zostały ustanowione w roku 2004. W roku 2017 uchwalono powołanie dystryktu Noklak, ale oficjalna inauguracja działalności władz dystryktu nastąpiła w roku 2021.

## Religia
Nagaland jest szczególnym stanem pod względem religijności jego obywateli. 90% obywateli Nagalandu deklaruje chrześcijaństwo, co czyni z Nagalandu najbardziej chrześcijański stan Indii. Większość nagalandzkich chrześcijan to baptyści, co jest pokłosiem akcji misjonarzy amerykańskich w I połowie XIX wieku i uważane za ewenement w skali światowej. Hinduizm jest obecny w dystryktach Dimapur (28.75%) oraz Kohima (9.51%), ale ogółem liczba wyznawców hinduizmu wynosiła, wedle spisu z 2011, 8,7% ludności.

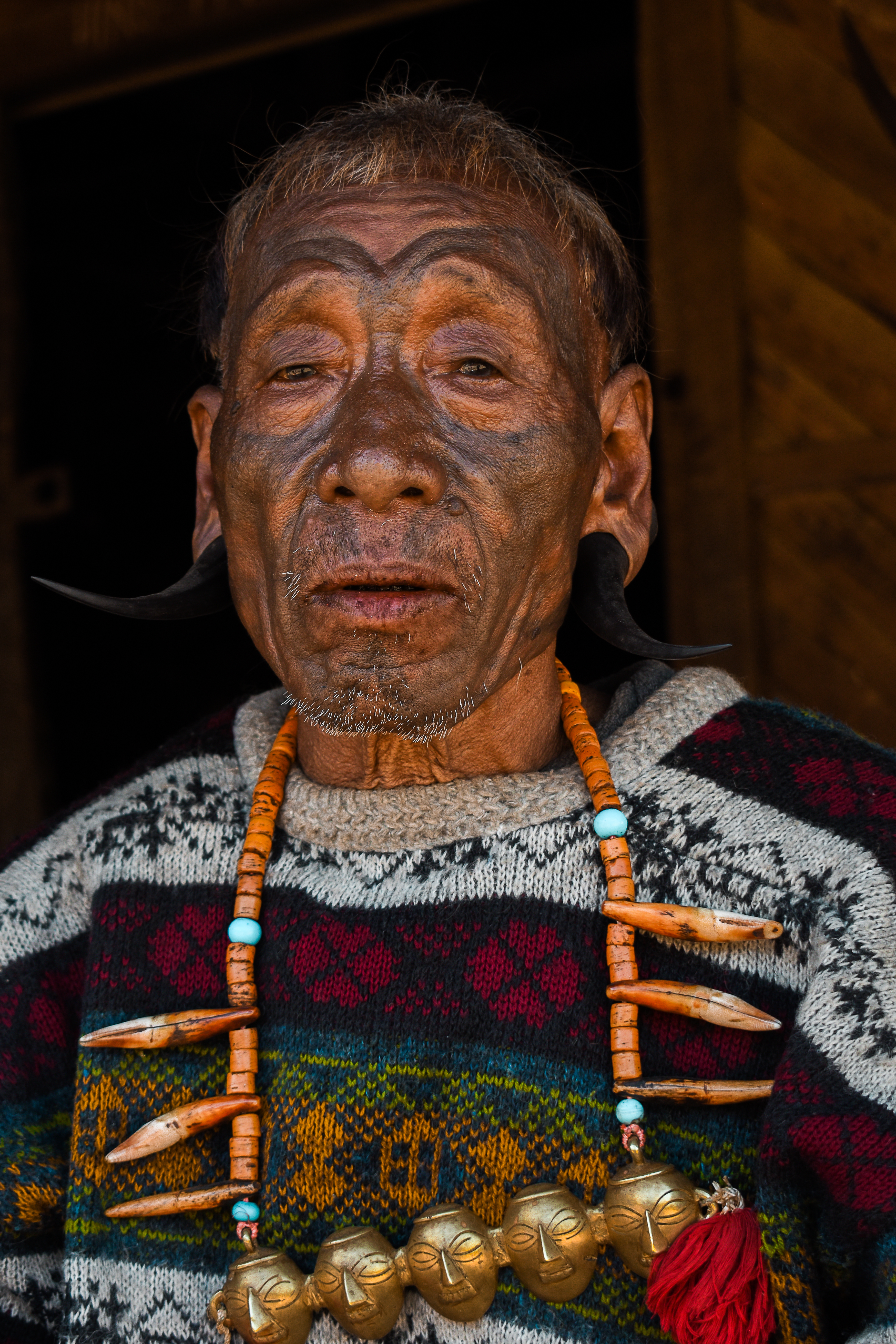
Łowca głów w wiosce Longwa w Nagalandzie